# Philippe Leroux
Philippe Leroux é um ator português e francês.

## Filmografia

### Televisão
| Período     | Projeto                       | Papel                      | Nota(s)          | Canal |
| ----------- | ----------------------------- | -------------------------- | ---------------- | ----- |
| 1998        | Uma casa em Fanicos           | Jacques                    | Elenco Adicional | RTP1  |
| 1999        | A Vida Como Ela É             | Augusto                    | Elenco Adicional | RTP1  |
| 2000        | B.R.I.G.A.D                   | Médico                     | Elenco Adicional | RTP1  |
| 2001        | Alves dos Reis, um Seu Criado | Octávio                    | Elenco Principal | RTP1  |
| 2001        | Anjo Selvagem                 | Santana                    | Elenco Adicional | TVI   |
| 2002        | O Processo dos Távoras        | Padre João Alexandre       | Elenco Principal | RTP1  |
| 2002        | A Minha Sogra É uma Bruxa     | ET Comandante              | Elenco Adicional | RTP1  |
| 2002        | Super Pai                     | Dr. Filipe Tojal           | Elenco Adicional | TVI   |
| 2002-03     | Amanhecer                     | Francisco                  | Elenco Principal | TVI   |
| 2004-05     | Inspector Max                 | Edgar Lobo                 | Elenco Principal | TVI   |
| 2004        | A Ferreirinha                 | Ricardo Browne             | Elenco Principal | RTP1  |
| 2006        | Câmara Café                   | Ricardo Figueiredo e Silva | Elenco Adicional | RTP1  |
| 2006        | Camilo em Sarilhos            | Alexandre                  | Elenco Adicional | SIC   |
| 2006-07     | Doce Fugitiva                 | Pedro Valente              | Elenco Principal | TVI   |
| 2006-15     | Une famille formidable        | Vários Papéis              | Elenco Adicional | TF1   |
| 2007        | Uma Aventura                  | Inspetor Simões            | Elenco Adicional | SIC   |
| 2008        | Casos da Vida                 | Luís                       | Elenco Adicional | TVI   |
| 2008        | Liberdade 21                  | João                       | Elenco Adicional | RTP1  |
| 2008        | Rebelde Way                   | Leonel                     | Elenco Adicional | SIC   |
| 2009        | Cenas do Casamento            | Lima                       | Elenco Adicional | SIC   |
| 2009        | Um Lugar para Viver           | Pierre Lafayette           | Elenco Adicional | RTP1  |
| 2009 - 2010 | Ele É Ela                     | Filipe                     | Elenco Adicional | TVI   |
| 2010        | Destino Imortal               | Tiago                      | Elenco Adicional | TVI   |
| 2010        | Mar de Paixão                 | Teotónio Kendall           | Elenco Adicional | TVI   |
| 2010        | Maison close                  | Jules Steiner              | Elenco Adicional | TF1   |
| 2012        | Maternidade                   | Bernardo                   | Elenco Adicional | RTP1  |
| 2013        | A Odisseia de Homero          | Le Marchand                | Elenco Adicional | RTP1  |
| 2014        | O Bairro                      | Negociante de Arte         | Elenco Adicional | TVI   |
| 2014        | Sol de Inverno                | Dr. Viegas                 | Elenco Adicional | SIC   |
| 2014        | Belmonte                      | François                   | Elenco Adicional | TVI   |
| 2015        | Bem-Vindos a Beirais          | José Silva                 | Elenco Adicional | RTP1  |
| 2015        | Virados do Avesso             | Pierre                     | Elenco Adicional | RTP1  |
| 2017        | Ministério do Tempo           | Marechal Ney               | Elenco Adicional | RTP1  |
| 2017        | A Impostora                   | Juiz                       | Elenco Adicional | TVI   |
| 2017        | Amor Maior                    | António Gouveia            | Elenco Adicional | SIC   |
| 2017        | Sim, Chef!                    | Dr. Inácio                 | Elenco Adicional | RTP1  |
| 2017        | Paixão                        | Leonel                     | Elenco Adicional | SIC   |
| 2017        | Criação                       | Ricardo                    | Elenco Adicional | RTP1  |
| 2019        | Vidas Opostas                 | Luís                       | Elenco Adicional | SIC   |
| 2019        | Solteira e Boa Rapariga       | Tito                       | Elenco Adicional | RTP1  |
| 2020        | Onde Está a Elisa?            | Sousa                      | Elenco Adicional | TVI   |
| 2023        | Queridos Papás                | Antoine                    | Elenco Adicional | TVI   |
| 2024        | Cacau                         | Jean Pierre                | Elenco Adicional | TVI   |
| 2025        | A Herança                     | Ricardo Gouveia D' Armas   | Elenco Adicional | SIC   |